# Apocalipsi grega de Baruc
L'Apocalipsi grega de Baruc o 3 de Baruc és un llibre apòcrif de l'Antic Testament, pseudo-epígraf atribuït a Baruc (‘el beneït’), secretari de Jeremies durant l'exili a Babilònia (segle vi aC). Escrit en grec a finals del segle i dC o inici del segle ii dC. D'origen jueu. Pertany al gènere apocalíptic. Només s'en conserven uns fragments, que formen part dels Papirs d'Oxirinc. Va ser traduit al català per l'Associació bíblica de Catalunya.

## Contingut
Baruc es lamenta per la caiguda de Jerusalem (587 aC) i la destrucció del Temple. En una visió un àngel acompanya Baruc en un viatge pel cel on assisteix al càstig dels constructors de la Torre de lluita contra Déu (Torre de Babel) també es troba amb dimonis i àngels, i altres meravelles, fins que és arriba a una porta bloquejada al cinquè cel, que només l'Arcàngel Miquel pot obrir, i finalment retroba el temple celestial.
El llibre explica com poden sobreviure els jueus, quan el temple ja no existeix. Emmarca aquesta discussió com una visió mística concedida a Baruc. L'apocalipsi grec sosté que els àngels van conservar el temple al cel i hi es plenament funcional, per la qual cosa és menester reconstruir-lo a la Terra.
Baruc també aborda la qüestió de per què Déu permet que la gent bona pateixi, i respon amb una visió de la vida després que els pecadors i els justos obtenen la seva justa recompensa.